# Olena Pidhrušna
Olena Michajlivna Pidhrušna (in ucraino Олена Михайлівна Підгрушна?; Legnica, 9 gennaio 1987) è una biatleta ucraina; in seguito al matrimonio ha assunto il cognome del coniuge e si è iscritta alle gare come Olena Bilosjuk (in cirillico: Олена Білосюк?).

## Biografia
In Coppa del Mondo ha esordito il 2 marzo 2007 a Lahti (44ª) e ha ottenuto la prima vittoria, nonché primo podio, il 7 gennaio 2009 a Oberhof.
In carriera ha preso parte a tre edizioni dei Giochi olimpici invernali, Vancouver 2010 (32ª nell'individuale, 18ª nella sprint, 21ª nell'inseguimento, 12ª nella partenza in linea, 6ª nella staffetta), Soči 2014 (26ª nella sprint, 8ª nell'individuale, 22ª nell'inseguimento, 7ª nella partenza in linea, 1ª nella staffetta) e Pechino 2022 (7ª nella staffetta), e a nove dei Campionati mondiali, vincendo sei medaglie.

## Palmarès

### Olimpiadi
- 1 medaglia:
  - 1 oro (staffetta a Soči 2014)

### Mondiali
- 6 medaglie:
  - 1 oro (sprint[1] a Nové Město na Moravě 2013)
  - 2 argenti (staffetta[1] a Nové Město na Moravě 2013; staffetta[1] a Hochfilzen 2017)
  - 3 bronzi (inseguimento[1] a Nové Město na Moravě 2013; staffetta[1] ad Anterselva 2020; staffetta[1] a Pokljuka 2021)

### Europei
- 1 medaglia:
  - 1 argento (super sprint[2] a Minsk-Raubyči 2020)

### Coppa del Mondo
- Miglior piazzamento in classifica generale: 7ª nel 2016
- 21 podi (6 individuali, 15 a squadre), oltre a quelli conquistati in sede iridata e validi anche ai fini della Coppa del Mondo:
  - 5 vittorie (1 individuale, 4 a squadre)
  - 10 secondi posti (2 individuali, 8 a squadre)
  - 6 terzi posti (3 individuali, 3 a squadre)

#### Coppa del Mondo - vittorie
| Data            | Località   | Nazione  | Specialità                                                       |
| --------------- | ---------- | -------- | ---------------------------------------------------------------- |
| 7 gennaio 2009  | Oberhof    | Germania | RL (con Valentyna Semerenko, Vita Semerenko e Oksana Chvostenko) |
| 3 gennaio 2013  | Oberhof    | Germania | RL (con Julija Džyma, Valentyna Semerenko e Vita Semerenko)      |
| 7 dicembre 2013 | Hochfilzen | Austria  | RL (con Julija Džyma, Vita Semerenko e Valentyna Semerenko)      |
| 17 gennaio 2016 | Ruhpolding | Germania | RL (con Iryna Varvynec', Julija Džyma e Valentyna Semerenko)     |
| 5 febbraio 2016 | Canmore    | Canada   | SP                                                               |

Legenda:

SP = sprint

RL = staffetta